# Галлатін (Техас)
Галлатін (англ. Gallatin) — місто (англ. city) в США, в окрузі Черокі штату Техас. Населення — 321 особа (2020).

## Географія
Галлатін розташований за координатами 31°53′49″ пн. ш. 95°9′7″ зх. д. / 31.89694° пн. ш. 95.15194° зх. д. (31.896854, -95.152062).  За даними Бюро перепису населення США в 2010 році місто мало площу 11,92 км², уся площа — суходіл.

## Демографія
Згідно з переписом 2010 року, у місті мешкало 419 осіб у 162 домогосподарствах у складі 110 родин. Густота населення становила 35 осіб/км².  Було 182 помешкання (15/км²).
Расовий склад населення:
| - 91,9 % — білих - 2,4 % — чорних або афроамериканців - 1,9 % — корінних американців - 0,7 % — азіатів - 1,7 % — осіб інших рас |

До двох чи більше рас належало 1,4 %. Частка іспаномовних становила 6,7 % від усіх жителів.
За віковим діапазоном населення розподілялося таким чином: 25,5 % — особи молодші 18 років, 58,7 % — особи у віці 18—64 років, 15,8 % — особи у віці 65 років та старші. Медіана віку мешканця становила 37,9 року. На 100 осіб жіночої статі у місті припадало 99,5 чоловіків;  на 100 жінок у віці від 18 років та старших — 98,7 чоловіків також старших 18 років.
Середній дохід на одне домашнє господарство  становив 57 621 долар США (медіана — 60 156), а середній дохід на одну сім'ю — 67 839 доларів (медіана — 70 625). Медіана доходів становила 39 375 доларів для чоловіків та 28 472 долари для жінок. За межею бідності перебувало 7,8 % осіб, у тому числі 0,0 % дітей у віці до 18 років та 17,2 % осіб у віці 65 років та старших.
Цивільне працевлаштоване населення становило 175 осіб. Основні галузі зайнятості: освіта, охорона здоров'я та соціальна допомога — 32,0 %, виробництво — 12,6 %, роздрібна торгівля — 10,3 %, будівництво — 8,6 %.